# Гусев, Александр Иванович (пулемётчик)
Александр Иванович Гусев (1920—1944) — Гвардии ефрейтор Рабоче-крестьянской Красной Армии, участник Великой Отечественной войны, Герой Советского Союза (1945).

## Биография
Александр Гусев родился 15 апреля 1920 года в деревне Богданово в крестьянской семье. После окончания семи классов школы работал в колхозе. В 1937 году приехал в Москву, где окончил ремесленное училище, после чего работал помощником машиниста крана на Московском автозаводе имени Лихачёва. В октябре 1940 года Гусев был призван на службу в Рабоче-крестьянскую Красную Армию. С сентября 1941 года — на фронтах Великой Отечественной войны. Участвовал в боях на Украине. К августу 1944 года гвардии ефрейтор Александр Гусев был пулемётчиком 60-го гвардейского стрелкового полка 20-й гвардейской стрелковой дивизии 37-й армии 3-го Украинского фронта. Отличился во время освобождения Молдавской ССР.
20 августа 1944 года при прорыве вражеской обороны Гусев ворвался в немецкую траншею и уничтожил трёх солдат противника. В бою за село Поляска он уничтожил ещё 6 вражеских солдат. 21 августа противник предпринял контратаку пехотными и танковыми подразделениями против полка, в котором служил Гусев. Когда четыре танка приблизились к его окопу, раненый Гусев со связкой гранат бросился под один из них, подорвав его, но и сам погибнув при этом. Танки противника после этого повернули назад, обнажив пехоту. Обратив противника в бегство, однополчане Гусева ворвались в село Ермоклия. Похоронен у села Попяска Штефан-Водского района Молдавии.
Указом Президиума Верховного Совета СССР от 24 марта 1945 года за «образцовое выполнение боевых заданий командования на фронте борьбы с немецкими захватчиками и проявленные при этом мужество и героизм» гвардии ефрейтор Александр Гусев посмертно был удостоен высокого звания Героя Советского Союза. Также был награждён орденом Ленина и рядом медалей. Навечно зачислен в списки личного состава воинской части.